# چغک علفی زردچهره
چغک علفی زردچهره (نام علمی: Tiaris olivaceus) نام یک گونه از تیره زردپره‌ایان است.